# In the Beginning (Circa 1960)
In the Beginning (Circa 1960) is een compilatiealbum van de Britse band The Beatles, samen met Tony Sheridan. Het album werd uitgebracht door Polydor en verscheen alleen in de Verenigde Staten op de markt.

## Achtergrond
The Beatles namen In the Beginning (Circa 1960) in 1961 op in Hamburg. Pete Best was op dat moment de drummer van de band. Dit album, dat acht nummers van The Beatles bevat en vier waarop Tony Sheridan wordt begeleid door een andere band, werd in 1964 voor het eerst uitgebracht in Duitsland onder de naam The Beatles' First. In 1967 verscheen ditzelfde album in het Verenigd Koninkrijk, voordat in 1969 in Canada Very Together uitkwam met dezelfde tracklijst. De reden dat dit album pas zo laat in de Verenigde Staten verscheen, was omdat platenmaatschappij Polydor pas in 1969 een Amerikaanse tak opzette. In 1984 werd het album uitgebracht op cd onder de titel The Early Tapes of the Beatles, waarop nog twee nummers van Sheridan werden toegevoegd.
Alle nummers op het album worden gezongen door Sheridan, met uitzondering van "Ain't She Sweet", gezongen door John Lennon, en "Cry for a Shadow", wat een instrumentaal nummer is. Het album verscheen vier dagen voor Let It Be, het laatste studioalbum van de groep, en is daardoor ook het laatste compilatiealbum dat verscheen terwijl de band nog actief was. Een tijd lang was In the Beginning (Circa 1960) het enige Beatles-album dat op de iTunes Store verkrijgbaar was, voordat het volledige oeuvre van de band in 2011 beschikbaar werd gemaakt.

## Tracks
| Nr. | Titel                               | Schrijver(s)                      | Uitgevoerd door                   | Duur |
| --- | ----------------------------------- | --------------------------------- | --------------------------------- | ---- |
| 1.  | Ain't She Sweet                     | Milton Ager, Jack Yellen          | The Beatles                       | 2:10 |
| 2.  | Cry for a Shadow                    | John Lennon, George Harrison      | The Beatles                       | 2:22 |
| 3.  | Let's Dance                         | Jim Lee                           | Tony Sheridan & The Beat Brothers | 2:32 |
| 4.  | My Bonnie                           | Traditioneel, arr. Tony Sheridan  | Tony Sheridan & The Beatles       | 2:06 |
| 5.  | Take Out Some Insurance on Me, Baby | Charles Singleton, Waldenese Hall | Tony Sheridan & The Beatles       | 2:52 |
| 6.  | What'd I Say                        | Ray Charles                       | Tony Sheridan & The Beat Brothers | 2:37 |

| Nr. | Titel                          | Schrijver(s)                                | Uitgevoerd door                   | Duur |
| --- | ------------------------------ | ------------------------------------------- | --------------------------------- | ---- |
| 7.  | Sweet Georgia Brown            | Ben Bernie, Kenneth Casey, Maceo Pinkard    | Tony Sheridan & The Beatles       | 2:03 |
| 8.  | When the Saints Go Marching In | Traditioneel, arr. Tony Sheridan            | Tony Sheridan & The Beatles       | 3:19 |
| 9.  | Ruby Baby                      | Jerry Leiber, Mike Stoller                  | Tony Sheridan & The Beat Brothers | 2:48 |
| 10. | Why                            | Bill Crompton, Sheridan                     | Tony Sheridan & The Beatles       | 2:55 |
| 11. | Nobody's Child                 | Cy Coben, Mel Foree                         | Tony Sheridan & The Beatles       | 3:52 |
| 12. | Ya Ya                          | Lee Dorsey, Clarence Lewis, Morgan Robinson | Tony Sheridan & The Beat Brothers | 2:48 |